# Zababa-šuma-iddina
Zababa-šuma-iddina (1157 v. Chr.) ist nach der babylonischen Königsliste der letzte kassitische Herrscher von Babylon vor der elamitischen Invasion. Er ist durch keine zeitgenössische Schriftzeugnisse belegt, regierte also vermutlich nur sehr kurz.
Es wird angenommen, dass er nicht mit der vorhergehenden Dynastie verwandt war und die elamitische Invasion unter Šutruk-Nahhunte, der mit einer Tochter Meli-Šipaks verheiratet war, vielleicht erfolgte, um die Absetzung seines Verwandten Marduk-apla-iddina I. zu rächen. In einem Brief, der sich jetzt in Berlin befindet, nennt ihn Šutruk-Nahhunte den Sohn eines Hethiters, eine Abscheulichkeit für Babylon, die zum Schaden Babylons auf dem Thron sitzt.